# Gas (energiebron)
Gas of een mengsel van gassen werd en wordt op verschillende manieren als energiebron gebruikt. De samenstelling en toepassingsgebieden van de verschillende soorten gas lopen uiteen. Belangrijke vormen van gas voor de energievoorziening zijn aardgas, biogas, propaan(gas) en butaan(gas). In het verleden waren andere vormen van gas in gebruik, zoals stadsgas en brongas.
AardgasIn sommige landen, zoals Nederland, speelt sinds het midden van de twintigste eeuw aardgas een belangrijke rol bij de warmtevoorziening en als toepassing voor gasfornuizen voor het koken in de keuken. Aardgas bestaat voornamelijk uit methaan, maar de precieze samenstelling  kan verschillen. Het Groningse aardgas bestaat voor 81,9% uit methaan, 3,3% uit andere gasvormige koolwaterstoffen, 14% uit stikstofgas en 0,8% uit kooldioxide. Aardgas van andere winplaatsen bevat soms waterstofsulfide. Het wordt uit diepe aardlagen gewonnen.
BiogasBiogas wordt gewonnen uit onder meer slib, mest, snoeiafval en houtsnippers. het bestaat overwegend uit methaan.
BlaugasBlaugas  bestaat voor ongeveer 37% uit methaan, 13% uit koolmonoxide en kooldioxide, 6% waterstof en stikstof. Het werd  vroeger onder meer gebruikt voor verlichting en  verwarming.  Een minder zuivere vorm, bekend als pintschgas, werd gebruikt voor de verlichting in spoorwagens en kachels in de late 19e en vroege 20e eeuw. Blaugas werd vooral bekend als  brandstof voor het luchtschip LZ127 Graf Zeppelin. Het werd geproduceerd uit minerale oliën.
Brongas brongas werd aan het eind van de negentiende eeuw tot in de 20e eeuw in Nederland lokaal gewonnen, met name voor huishoudelijk gebruik, zoals verlichting en koken. Het is qua samenstelling identiek aan moerasgas.
ButaangasButaan is bij kamertemperatuur  een gas.  Het wordt gewonnen uit aardolie en aardgas. Het wordt in Nederland en België gebruikt op plaatsen waar aardgas ontbreekt, vooral om te koken, in Nederland vooral voor recreatiedoeleinden. Omdat butaan zwaarder is dan lucht  kan het zich bij onvoldoende ventilatie ophopen met mogelijk levensbedreigende  situaties als gevolg.  Mengsels van butaan en propaan worden onder de naam lpg gebruikt als brandstof voor voertuigen.
CokesovengasCokesovengas bestaat uit ongeveer 55% waterstofgas, 30% methaan, 8% koolstofmonoxide, 4% stikstofgas en 2% koolstofdioxide. Het wordt in een cokesfabriek wordt geproduceerd uit steenkool, maar bevat meer waterstofgas en minder methaan dan lichtgas doordat er bij een hogere temperatuur verhit wordt.
Groen gasgroen gas heeft dezelfde samenstelling als aardgas, maar wordt uit biogas gewonnen.
HoogovengasHoogovengas bestaat voor ongeveer 50% uit stikstof, 25% uit koolmonoxide, kooldioxide en enig waterstofgas. Het  is een bijproduct van de fabricage van staal in een moderne hoogoven. Het kan gebruikt worden voor verhitting en elektriciteitsopwekking, vaak onder bijmenging van cokesovengas (dat een hogere calorische waarde heeft) en oxystaalovengas tot zogeheten hoogovenmenggas. Oxystaalovengas is de aanduiding voor de koolmonoxide die vrijkomt tijdens het proces om oxystaal te produceren. Dit gas kan worden teruggewonnen en verstookt voor de opwekking van proceswarmte of elektriciteit.
Liquefied Petroleum Gas (Lpg)Lpg staat voor Liquefied Petroleum en is  een mengsel van propaan en butaan. Het wordt  gebruikt als brandstof in motoren voor onder andere voer- en vaartuigen. Ook kan er gekookt worden op lpg, maar meestal wordt hiervoor zuiver propaan gebruikt. Lpg ontstaat bij productie en behandeling van aardgas en aardolie. In België en Nederland wordt hiermee in het algemeen autogas bedoeld.
MoerasgasMoerasgas bestaat overwegend uit methaan. Het is in relatieve ondiepe bodems gevormd in geologisch gezien jonge lagen, ook in bodems van sloten en moerassen.
PropaangasPropaan is een gas dat wordt gewonnen uit aardgas en aardolie. Het wordt gebruikt als brandstof voor koken, stoken en als warmwatervoorziening en in gasflessen en -tanks opgeslagen. Het is een bestanddeel van autogas. Mengsels van propaan met lucht of zuurstof zijn explosief en zeer brandbaar.
StadsgasStadsgas of lichtgas bestaat uit ongeveer 62% waterstofgas, 23% methaan, 8% koolstofmonoxide, 2% stikstofgas en 2% koolstofdioxide. Het wordt in een gasfabriek geproduceerd door steenkool te verhitten zonder toetreding van zuurstof. Tussen circa 1850 en 1950 waren er in Europa talloze gasfabrieken, en vormde dit gas een belangrijke bron voor verwarming en koken, maar na de vondst van aardgas in Nederland, schakelden Nederland en België hierop over. Lichtgas dankt zijn naam aan de eerste toepassing: het was de vervanger van lampolie, kaars en fakkel.
SyngasSyngas of synthesegas is een gasmengsel van koolstofmonoxide en waterstofgas, dat wordt  verkregen door het vergassen van steenkool of biomassa.
WaterstofgasWaterstofgas kan als brandstof dienen voor motoren van auto's en vliegtuigen. Waterstof is echter licht ontvlambaar. Van waterstofbrandstofcellen verwachten sommigen dat deze goedkoop en milieuvriendelijk elektrische energie kunnen produceren.